# АК-22
АК-22 — экспериментальный автомат, создающийся вместе (стрелковый комплекс) с новым патроном 6,02×41 под него. 
Возможно, в будущем заменит старые модели автоматов АКМ и АК-74 и их модификации или дополнит их.

## Описание
Новый автомат создаётся с целью увеличения пробивной способности против современных бронежилетов, а также увеличения дальности действенного огня и повышения огневой мощи по сравнению с автоматами АКМ и АК-74, и их модификациями, под патроны 7,62х39 и 5,45х39 соответственно. Среди отличительных черт нового автомата — крупный слегка изогнутый магазин под патроны 6,02×41. Технические характеристики и особенности индивидуального стрелкового оружия пока не раскрываются.

## См.также
- 6 × 49 мм